# レナト・ソアレス・ジ・オリヴェイラ・アウグスト
レナト・アウグスト（Renato Augusto）こと、レナト・ソアレス・ジ・オリヴェイラ・アウグスト（Renato Soares de Oliveira Augusto、1988年2月8日 - ）は、ブラジル・リオデジャネイロ出身のサッカー選手。フルミネンセFC所属。元ブラジル代表。ポジションはミッドフィールダー。「ヘナト・アウグスト」と表記されることもある。

## クラブ経歴
CRフラメンゴの下部組織出身で、2005年にCRフラメンゴでプロデビューすると、10代ながら名門の背番号10番を背負った。2007年にはイタリアのUSチッタ・ディ・パレルモに移籍間近と報道された。2008年夏、衰えの見えるベルント・シュナイダーの代役としてバイエル・レバークーゼンに移籍した。2008-09シーズンは移籍初年度ながら33試合に出場し、2得点8アシストを記録した。国内リーグは9位と振るわなかったものの、DFBポカールでは準優勝した。
2012年12月、出場機会を求めて、コリンチャンスに完全移籍した。2015年はブラジル全国選手権制覇に貢献。ボーラ・ジ・オーロやボーラ・ジ・プラッタなどトロフィーを総なめにした。
2016年、中国サッカー・スーパーリーグの北京国安へ完全移籍した。報道によれば北京国安が支払う金額は800万ユーロ（およそ10.2億円）。そのうち400万ユーロ（およそ5.1億円）がコリンチャンスに、320万ユーロ（およそ4.1億円）がレバークーゼンに渡ることになるという。
現役のブラジル代表選手のこの移籍は"経歴よりもお金を選んだ"と批判されたが、アウグストはこの選択にあった背景を説明している。
経歴よりお金を選んだという声も聞いた。でも、僕はサッカーを諦めかけたほどのケガをしたこともあるんだ。明日、何が起こるかわからない。だから、家族のことを考えた。不安のない人生の基盤を作りたいってね。
2017年11月、クラブとの契約を2021年まで延長した。

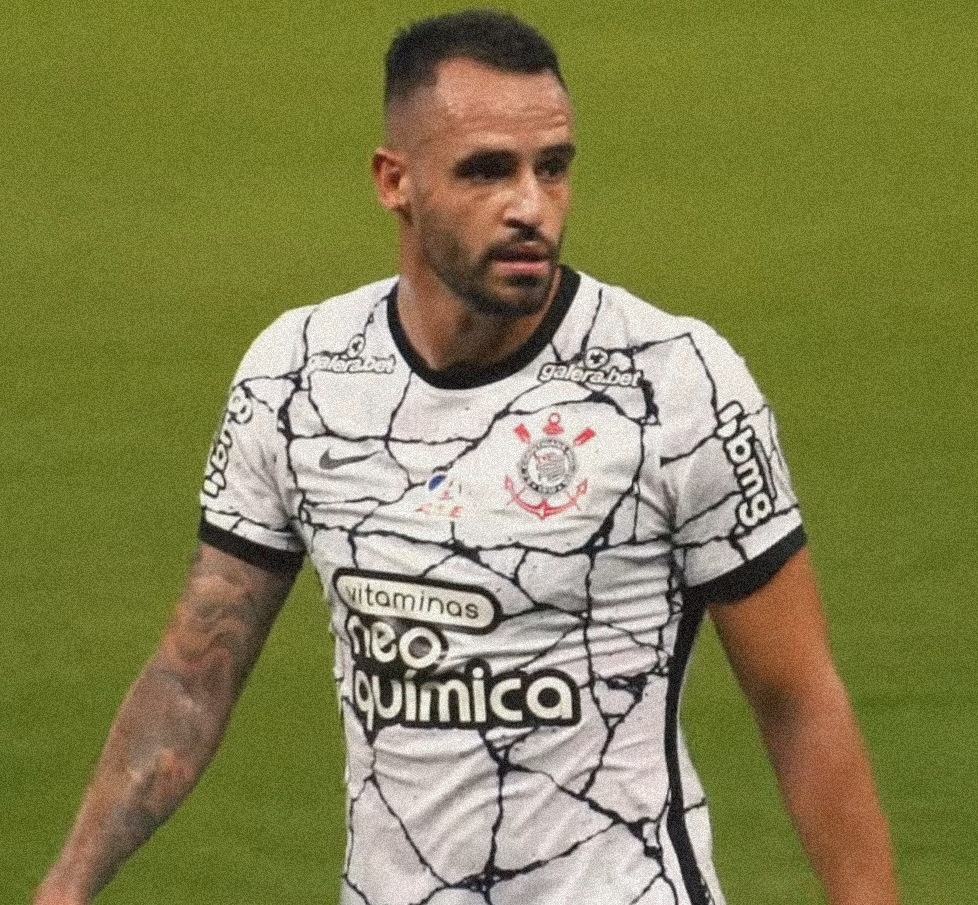
コリンチャンスでのレナト・アウグスト（2022年）

2021年7月22日、SCコリンチャンス・パウリスタに復帰し、2023年12月までの契約を結んだ。
2024年1月5日、幼少期にフットサル部門に所属していたフルミネンセFCにフリーで加入した。

## 代表経歴
ブラジル代表としては、ユース代表時代には2005年のU-17世界選手権で準優勝を経験し、U-20代表にも選ばれていた。
2016年、リオデジャネイロオリンピックに出場するU-23ブラジル代表に負傷で代表チームから離脱したドグラス・コスタに代わってオーバーエイジで召集された。全試合に出場し、金メダルに貢献した。
2016年からは、ブラジルを離れ、実力の劣る中国リーグでプレーしているが、チッチ監督の指揮するA代表の主力に定着した。
2018年2月、6月の2018FIFAワールドカップのブラジル代表メンバーの23名のうち15名がチッチ監督によって発表され、アウグストもそのメンバーに含まれていた。
左足の怪我の影響で出場した3試合はいずれも途中出場であったが、準々決勝のベルギー戦では得点も挙げた。W杯を終えたレナトが中国に戻ると、空港には多くのサポーターが詰めかけていた。「感動をありがとう」というポルトガル語の垂れ幕や、ベルギー戦で自らゴールを決め、歓喜する彼の写真を掲げられた。当時の所属クラブも「北京国安の名前を世界に広めてくれた」として、ブラジル代表を象徴する黄色の特製ユニフォームを作り、彼を称えた。

## 個人成績

### クラブ
2024年1月8日現在
| クラブ         | シーズン       | リーグ戦       | リーグ戦 | リーグ戦 | 州リーグ | 州リーグ | カップ戦 | カップ戦 | 国際大会 | 国際大会 | その他 | その他 | 通算 | 通算 |
| クラブ         | シーズン       | ディビジョン   | 出場     | 得点     | 出場     | 得点     | 出場     | 得点     | 出場     | 得点     | 出場   | 得点   | 出場 | 得点 |
| -------------- | -------------- | -------------- | -------- | -------- | -------- | -------- | -------- | -------- | -------- | -------- | ------ | ------ | ---- | ---- |
| フラメンゴ     | 2005           | セリエA        | 2        | 0        | 0        | 0        | 0        | 0        | —        | —        | —      | —      | 2    | 0    |
| フラメンゴ     | 2006           | セリエA        | 24       | 0        | 0        | 0        | 2        | 0        | —        | —        | —      | —      | 26   | 0    |
| フラメンゴ     | 2007           | セリエA        | 23       | 2        | 13       | 3        | —        | —        | 8        | 1        | —      | —      | 44   | 6    |
| フラメンゴ     | 2008           | セリエA        | 6        | 0        | 8        | 1        | —        | —        | 3        | 1        | —      | —      | 17   | 2    |
| フラメンゴ     | 通算           | 通算           | 55       | 2        | 21       | 4        | 2        | 0        | 11       | 2        | —      | —      | 89   | 8    |
| レバークーゼン | 2008-09        | ブンデスリーガ | 33       | 2        | —        | —        | 6        | 2        | —        | —        | —      | —      | 39   | 4    |
| レバークーゼン | 2009-10        | ブンデスリーガ | 17       | 0        | —        | —        | 1        | 0        | —        | —        | —      | —      | 18   | 0    |
| レバークーゼン | 2010-11        | ブンデスリーガ | 27       | 7        | —        | —        | 1        | 1        | 7        | 0        | —      | —      | 35   | 8    |
| レバークーゼン | 2011-12        | ブンデスリーガ | 18       | 0        | —        | —        | 1        | 0        | 4        | 0        | —      | —      | 23   | 0    |
| レバークーゼン | 2012-13        | ブンデスリーガ | 6        | 0        | —        | —        | 0        | 0        | 5        | 0        | —      | —      | 11   | 0    |
| レバークーゼン | 通算           | 通算           | 101      | 9        | —        | —        | 9        | 3        | 16       | 0        | —      | —      | 126  | 12   |
| コリンチャンス | 2013           | セリエA        | 15       | 1        | 10       | 1        | 0        | 0        | 4        | 0        | 2      | 1      | 31   | 3    |
| コリンチャンス | 2014           | セリエA        | 30       | 1        | 5        | 0        | 7        | 2        | —        | —        | —      | —      | 42   | 3    |
| コリンチャンス | 2015           | セリエA        | 30       | 5        | 7        | 2        | 2        | 0        | 10       | 0        | —      | —      | 49   | 7    |
| コリンチャンス | 通算           | 通算           | 75       | 7        | 22       | 3        | 9        | 2        | 14       | 0        | 2      | 1      | 122  | 13   |
| 北京国安       | 2016           | CSL            | 23       | 4        | —        | —        | 4        | 2        | —        | —        | —      | —      | 27   | 6    |
| 北京国安       | 2017           | CSL            | 28       | 4        | —        | —        | 2        | 0        | —        | —        | —      | —      | 30   | 4    |
| 北京国安       | 2018           | CSL            | 26       | 10       | —        | —        | 7        | 0        | —        | —        | —      | —      | 33   | 10   |
| 北京国安       | 2019           | CSL            | 30       | 15       | —        | —        | 1        | 0        | 6        | 1        | 1      | 0      | 38   | 16   |
| 北京国安       | 2020           | CSL            | 15       | 2        | —        | —        | 1        | 0        | 8        | 2        | —      | —      | 24   | 4    |
| 北京国安       | 通算           | 通算           | 122      | 35       | —        | —        | 15       | 2        | 14       | 3        | 1      | 0      | 152  | 40   |
| コリンチャンス | 2021           | セリエA        | 21       | 4        | —        | —        | —        | —        | —        | —        | —      | —      | 21   | 4    |
| コリンチャンス | 2022           | セリエA        | 25       | 1        | 13       | 2        | 5        | 2        | 7        | 0        | —      | —      | 50   | 5    |
| コリンチャンス | 2023           | セリエA        | 24       | 2        | 10       | 1        | 4        | 3        | 7        | 0        | —      | —      | 45   | 6    |
| コリンチャンス | 通算           | 通算           | 70       | 7        | 24       | 3        | 9        | 5        | 14       | 0        | —      | —      | 116  | 15   |
| キャリア総通算 | キャリア総通算 | キャリア総通算 | 423      | 60       | 67       | 10       | 44       | 12       | 69       | 5        | 3      | 1      | 606  | 88   |

1. 1 2  カンピオナート・カリオカ
2. 1 2 3 4 5  コパ・リベルタドーレス
3. 1 2  UEFAヨーロッパリーグ
4. ↑  UEFAチャンピオンズリーグ
5. 1 2 3 4 5  カンピオナート・パウリスタ
6. ↑  レコパ・スダメリカーナ
7. 1 2  AFCチャンピオンズリーグ
8. ↑  中国サッカー・スーパーカップ

## 代表歴

### 出場大会
- U-23ブラジル代表
- 2016年 - リオデジャネイロオリンピック（OA枠）
- ブラジル代表
- 2016年 - コパ・アメリカ・センテナリオ（グループリーグ敗退）
- 2018年 - 2018 FIFAワールドカップ（ベスト8）

### 試合数
- 国際Aマッチ 33試合 6得点（2011年 - 2018年）[13]

| ブラジル代表 | 国際Aマッチ | 国際Aマッチ |
| 年           | 出場        | 得点        |
| ------------ | ----------- | ----------- |
| 2011         | 3           | 0           |
| 2015         | 2           | 1           |
| 2016         | 12          | 4           |
| 2017         | 10          | 0           |
| 2018         | 6           | 1           |
| 通算         | 33          | 6           |

### 得点
| #  | 開催年月日     | 開催地                                         | 対戦国     | スコア | 結果 | 試合概要                     |
| -- | -------------- | ---------------------------------------------- | ---------- | ------ | ---- | ---------------------------- |
| 1. | 2015年11月17日 | サルヴァドール、アレーナ・フォンチ・ノヴァ     | ペルー     | 2-0    | 3-0  | ロシアW杯・南米予選          |
| 2. | 2016年3月25日  | レシフェ、アレナ・ペルナンブーコ               | ウルグアイ | 2-0    | 2-2  | ロシアW杯・南米予選          |
| 3. | 2016年6月8日   | オーランド、キャンピング・ワールド・スタジアム | ハイチ     | 3-0    | 7-1  | コパ・アメリカ・センテナリオ |
| 4. | 2016年6月8日   | オーランド、キャンピング・ワールド・スタジアム | ハイチ     | 6-1    | 7-1  | コパ・アメリカ・センテナリオ |
| 5. | 2016年11月15日 | リマ、エスタディオ・ナシオナル                 | ペルー     | 2-0    | 2-0  | ロシアW杯・南米予選          |
| 6. | 2018年7月6日   | カザン、カザン・アリーナ                       | ベルギー   | 1 -2   | 1-2  | ロシアW杯                    |

## タイトル

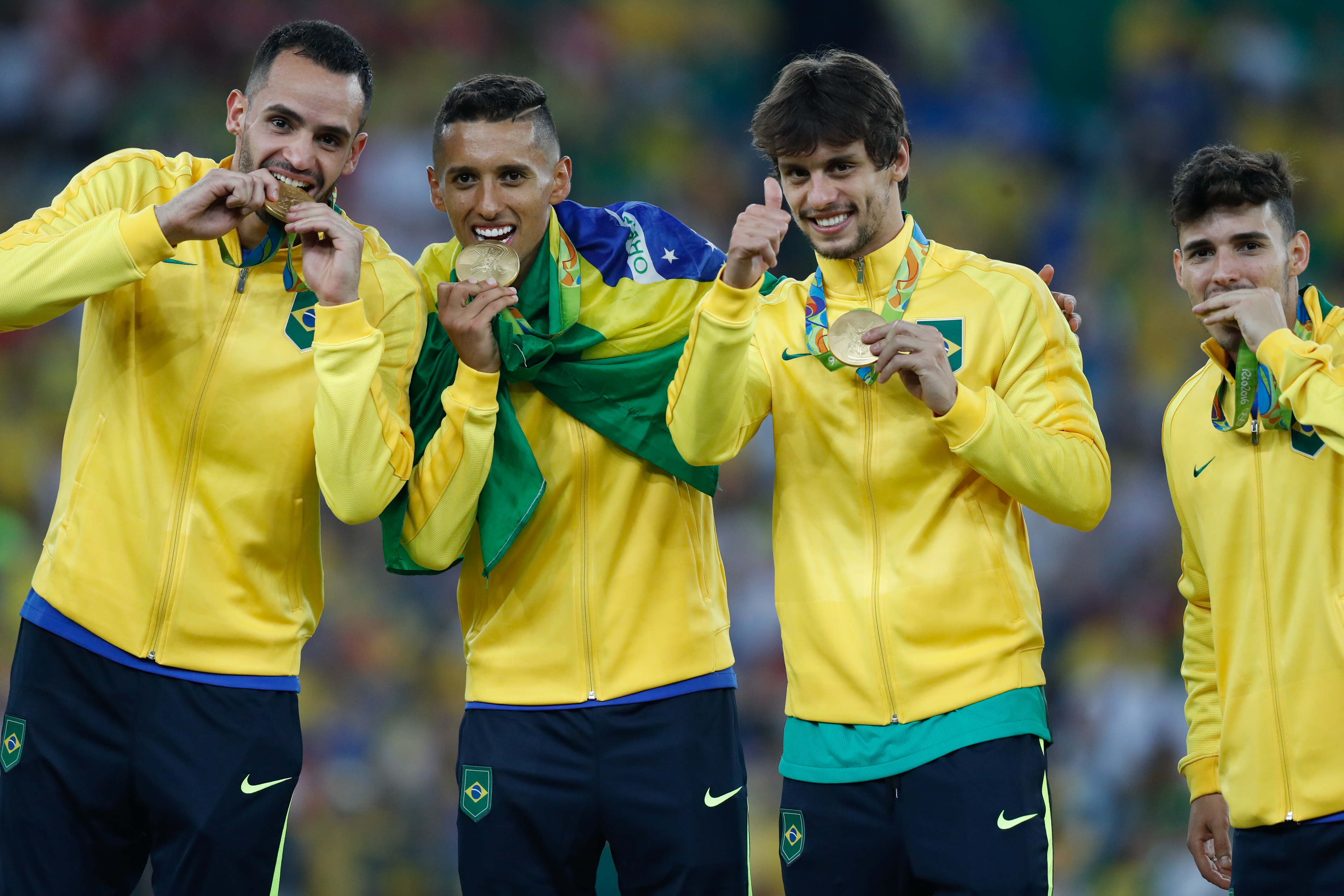
リオデジャネイロオリンピック表彰式にて

### クラブ
フラメンゴ
- コパ・ド・ブラジル：1回 (2006)
- タッサ ・グアナバラ：2回 (2007, 2008)
- カンピオナート・カリオカ：2回 (2007, 2008)

コリンチャンス
- カンピオナート・パウリスタ：1回 (2013)
- レコパ・スダメリカーナ：1回 (2013)
- カンピオナート・ブラジレイロ・セリエA：1回 (2015)

### 代表
U-23ブラジル代表
- オリンピック 金メダル：1回 (2016)

### 個人
- ボーラ・ジ・オーロ：1回 (2015)